# Rozier-Côtes-d’Aurec
Rozier-Côtes-d’Aurec település Franciaországban, Loire megyében. Lakosainak száma 422 fő (2022. január 1.). Rozier-Côtes-d’Aurec Bas-en-Basset, Malvalette, Aboën, Saint-Hilaire-Cusson-la-Valmitte, Saint-Maurice-en-Gourgois és Saint-Nizier-de-Fornas községekkel határos.

## Népesség
A település népessége az elmúlt években az alábbi módon változott:
| Lakosok száma | 387  | 271  | 264  | 399  | 454  | 456  | 447  | 433  | 429  | 422  |
|               | 1968 | 1982 | 1990 | 2006 | 2013 | 2015 | 2017 | 2019 | 2020 | 2022 |